# Aurélio Pereira
Aurélio da Silva Pereira (1 de outubro de 1947 – 8 de abril de 2025) foi um jogador e treinador de futebol português,[carece de fontes?] olheiro e personalidade ligada ao Sporting Clube de Portugal, onde foi jogador nos escalões de juvenil e júnior. Mais tarde, foi treinador de todas as camadas jovens onde foi bicampeão nacional de juvenis. Fora dos relvados, foi director desportivo de todo o futebol juvenil em 1995-96 e 1996-97.
Foi um dos responsáveis pelo departamento de recrutamento e formação mundialmente conhecida, onde durante mais de 30 anos sob a sua supervisão centenas de jovens foram recrutados e treinados, e de onde saíram futebolistas de renome como Paulo Futre, Luis Figo e Cristiano Ronaldo.
Foi agraciado com a Medalha de Mérito Desportivo da Cidade de Lisboa, com a Ordem de Mérito da UEFA e com as Quinas de Ouro da Federação Portuguesa de Futebol.
A 6 de abril de 2018, foi agraciado com o grau de Comendador da Ordem da Instrução Pública.
Morreu a 8 de abril de 2025, aos 77 anos.